# Гарсия, Пьер
Пьер Гарсия (фр. Pierre Garcia; 27 июля 1943, Эль-Аффрун, Блида — 13 февраля 2023, Рен) — французский футболист и футбольный тренер, играл на позиции полузащитника.

## Биография

### Игровая карьера
Дебютировал за «Ренн» в Лиге 1 20 октября 1965 года в матче против «Бордо» — «Бордо» выиграл ту встречу со счётом 2:1. В дебютном сезоне он сыграл 7 матчей, не отметившись забитыми мячами. С сезона 1967/68 Гарсия стал чаще попадать в основу и на следующие 6 сезонов стал стабильным игроком «красно-чёрных». В 1971 году в составе «Ренна» выиграл Кубок Франции. Всего во всех турнирах сыграл за «Ренн» 220 матчей и забил 11 голов.

### Тренерская карьера
С 1979 по 1982 год возглавлял «Ренн», проработав с «красно-чёрными» 110 матчей. Среди клубов с которыми он работал в качестве главного тренера были «Кемпер» (1985—1987, 1988—1990), «Анже» (1987—1988), «Руан» (1990—1991), «Газелек» (1991—1994), «Брест» (1994—1995) и «Кретей» (1996—1998).

### Смерть
Скончался 13 февраля 2023 года в возрасте 73 лет.

## Достижения
«Ренн»
- Обладатель Кубка Франции (1) : 1970/71